# コーヒー豆

世界コーヒー豆の生産地:
r: ロブスタコーヒーノキ
m: ロブスタコーヒーノキとアラビカコーヒーノキ
a: アラビカコーヒーノキ

コーヒー豆（コーヒーまめ、珈琲豆）は、コーヒーノキから採取される果実（コーヒーチェリー）に含まれる種子である。生産されたままの生の状態を生豆、加熱加工されたものを焙煎豆という。

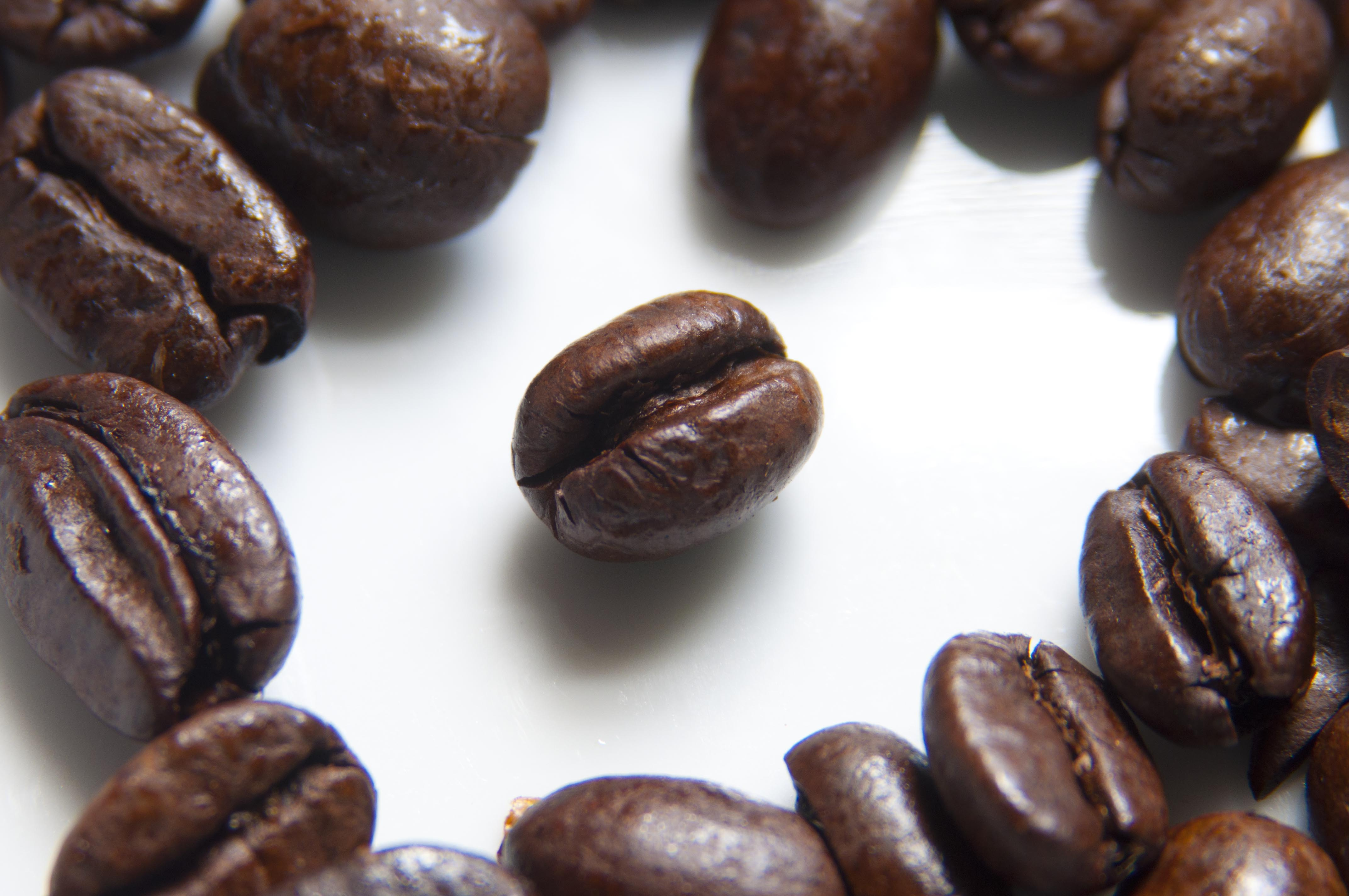
一般的なコーヒー豆。

焙煎・粉砕したコーヒー豆を湯や水で抽出したものをコーヒーと呼び、嗜好飲料として世界中で愛飲されている。また、焙煎豆を菓子としてそのまま食することもある（チョコレートなどでコーティングすることが多い）。

## 分類
一般にコーヒー豆と呼ばれるものは、その加工された状態によって生豆と焙煎豆に大別できる。ただし、コーヒーノキはマメ科の植物ではなく厳密には豆ではない。

### 生豆
生豆は「なままめ」、あるいは「きまめ」と発音される。一般には「きまめ」と読まれることが多いが、コーヒー業界での専門用語としては「なままめ」と呼ばれることの方が多い。これ以外に「グリーン」、「グリーン・コーヒー」と呼ばれることもある。
生豆は、まだ焙煎されていない生のコーヒー豆である。コーヒーの果実から果肉と内果皮（種皮、パーチメントとも呼ばれる）を取り除いた（精製された）状態で、厳密には種子そのものではなく胚乳と胚芽を合わせた部分を指す。通常、コーヒー豆はこの生豆の状態で生産地から消費国に輸出され、消費国にあるロースタリーと呼ばれる焙煎業者や、コーヒー豆販売業者、喫茶店主などの手で焙煎されることが多い。ただし一部は生豆の状態で、自家焙煎を行う消費者に販売されている。
生豆は収穫された年度によって以下のように分類されることがある。生豆の収穫年度は毎年10月1日を初日として計算される。
ニュークロップ
その年度に収穫され出荷された新しいコーヒー豆。特に10月に新しい収穫年度になってから呼ばれることが多い。
カレントクロップ
最新の収穫年度に得られたコーヒー豆。ニュークロップと同じものを指す場合もあるが10月から時期が経過した場合にこう呼ぶ場合が多い。
パーストクロップ
前年度に収穫されたコーヒー豆。
オールドクロップ
広義にはそれ以前に収穫されたコーヒー豆を指す。ただし狭義にはパーチメントコーヒーの状態で数年保管していたものに対する銘柄として扱われる。なおこの狭義のオールドクロップに相当するコーヒー豆は現在ではほとんど入手不可能と言われる。
オールドビーンズ
狭義のオールドクロップとの混同を避けるため、広義のオールドクロップに相当する言葉として作られたもの。ふるまめ。
生豆は新しいほど緑色が強く、時間が経過するにつれて黄褐色に変化していく。ただしコーヒー豆の精製方法によっても色調が異なるため、色だけから判別することは出来ない。また時間が経過することにより、生豆の含水量が徐々に低下し、ロット内でのばらつきが少なくなると言われる。このため、古い生豆の方が焙煎のときに失敗することが少ないと言われている。
香味についても、新しい生豆と古い生豆では異なると言われている。一般に、新しい生豆は良くも悪くも豆の個性がはっきりとしていて香りにも優れていると言われ、古い生豆は個性に欠けるが味に落ち着きがあると表現されることが多い。どちらを嗜好するかは人それぞれであり、一概にどちらかが優れていると結論付けることは出来ない。

### 焙煎豆

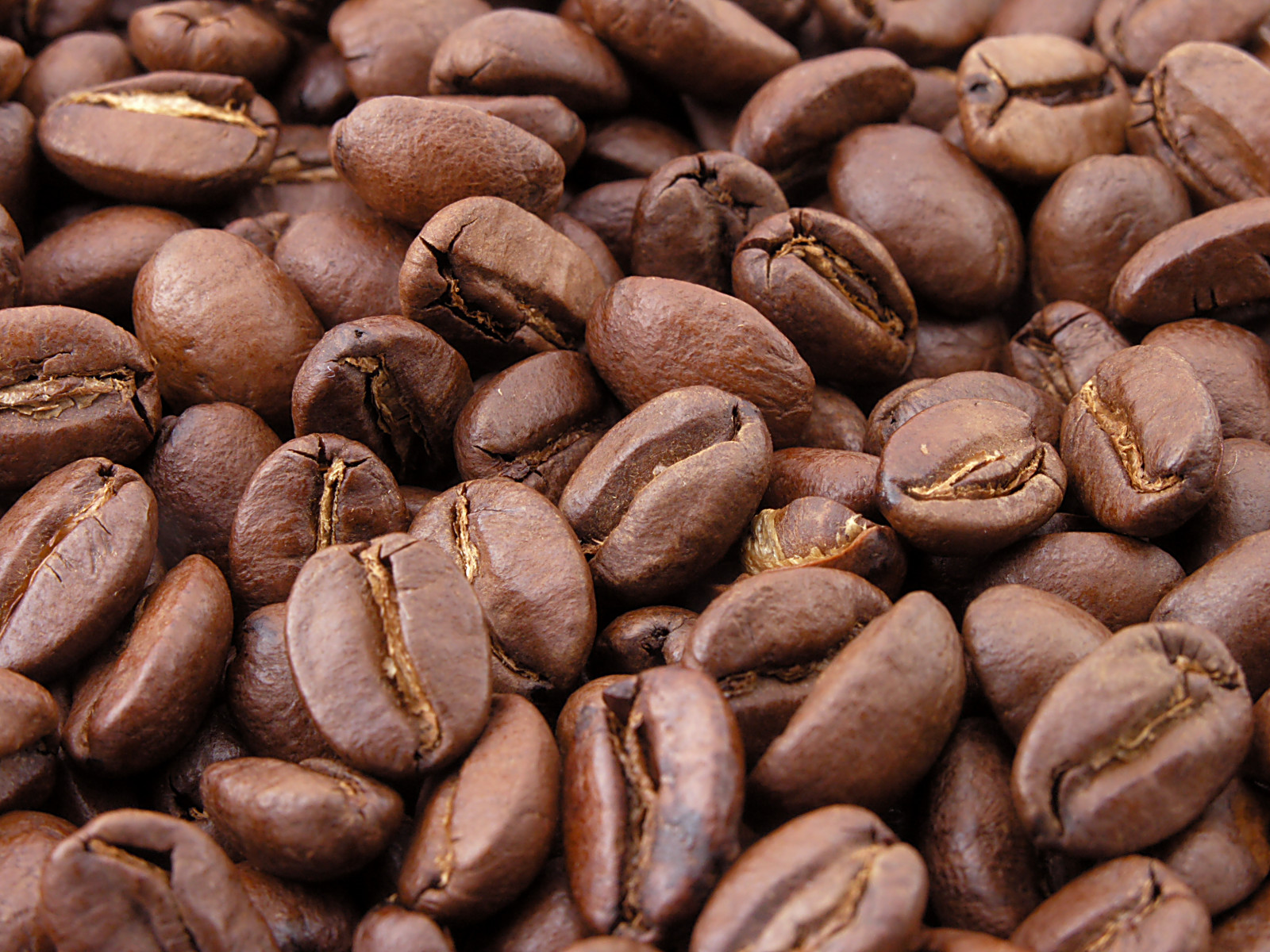
焙煎したコーヒー豆

焙煎豆（ばいせんまめ）は、生豆に対して焙煎と呼ばれる加熱処理を施したものである。焙煎によって生豆に含まれている成分が化学変化を起こし、その結果、我々が口にするコーヒーの味や香り、色などが初めて生み出される。
ロースターの手で焙煎された焙煎豆は中間卸業者あるいは喫茶店に卸売りされ、そこから消費者の手に届けられる。このとき焙煎そのままの形で販売される他、さらに粉砕加工を行った後で販売されることもある。また生豆の仕入れ、焙煎（10 kg程度までの焙煎釜を用いる）から販売までを一つの店舗で行ったり、仕入れた生豆を顧客の注文に応じて1 kg以下の小型の焙煎機を用いて客の好みの焙煎で仕上げて販売するような個人経営の店舗も近年になり増えてきている。これらの形態の店舗は「自家焙煎（店）」と呼ばれている。
焙煎豆はその焙煎の度合いによってさらに分類される。この焙煎の度合いのことを焙煎度といい、焙煎度の低いものを浅煎り、高いものを深煎りと呼ぶ。浅煎りされたコーヒー豆は薄い褐色で、深煎りへと進行するにつれて黒褐色へと変化し表面に油がにじみ出てくる。浅煎りと深煎りの中間にあたるものを中煎りと呼ぶこともあるが、これらは相対的な呼び名であって明確に定められているものではなく、販売店舗などによっても異なる。また、日本では以下の8段階（浅煎り→深煎りの順）の焙煎度を用いる場合もある。
1. ライト（light）
2. シナモン（cinnamon）
3. ミディアム（medium）
4. ハイ（high）
5. シティ（city）
6. フルシティ（Full city）
7. フレンチ（French）
8. イタリアン（Italian）

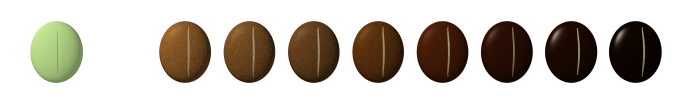
コーヒーの焙煎度（生豆、ライト→イタリアンの順）

甘みのある豆の場合、深煎りにするとその風味が弱めてしまう。浅煎りの方がカフェインが多く含まれている。一般に、浅煎りは香りや酸味に優れ深煎りは苦味に優れると言われているが、嗜好の問題であるため、総合的に見てどちらかが優れているということは特にない。

## コーヒー豆の生産

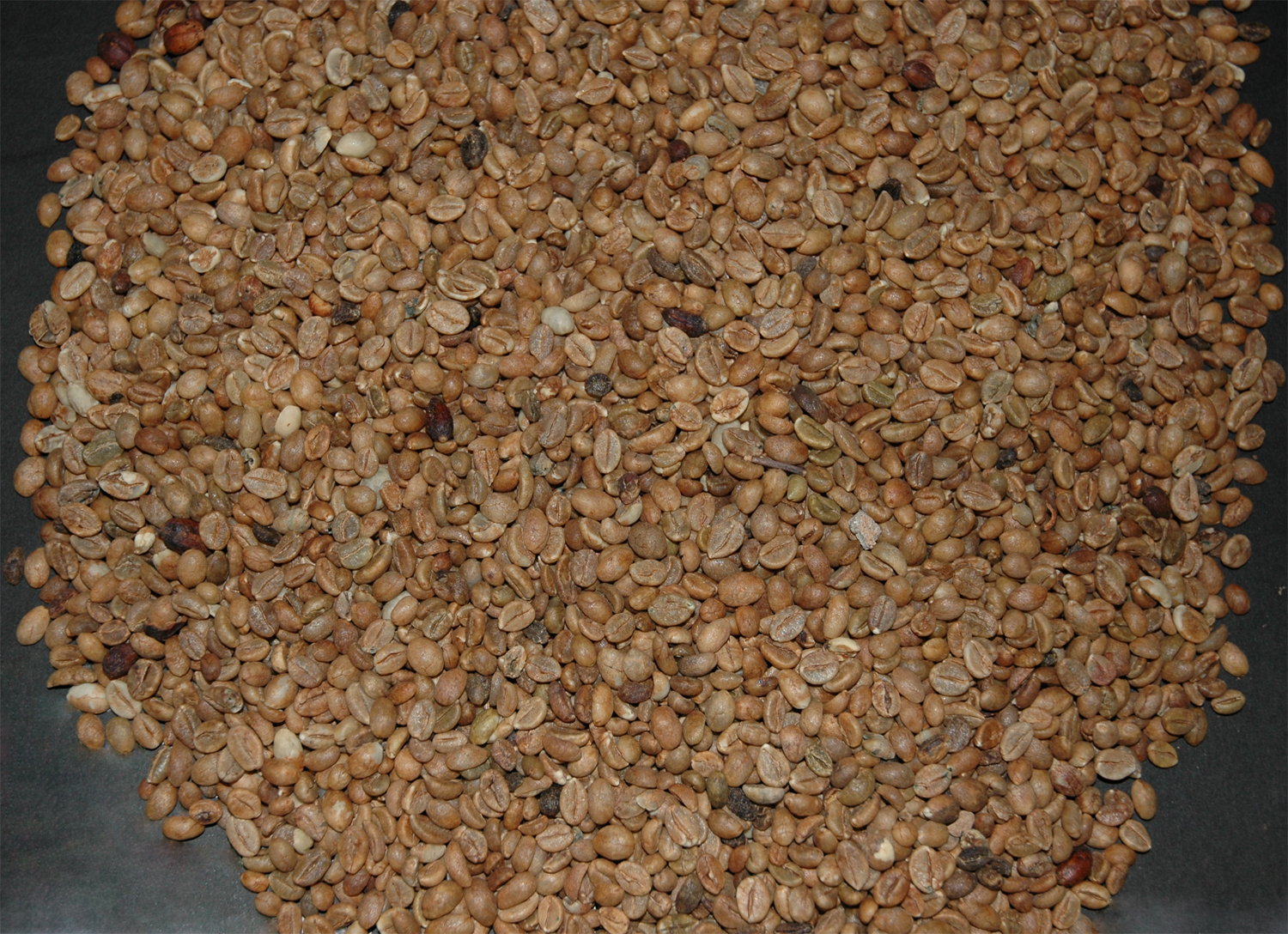
焙煎前のロブスタコーヒー豆。

主要生産国の大規模コーヒー農園を中心に、全世界で1000万ヘクタールの土地で150億本のコーヒーノキが栽培されていると概算され、主要産地は北緯25～南緯25度までの熱帯と亜熱帯に集中し「コーヒーベルト」と呼ばれる。
なるべく多く生産するためには（1ヘクタール当たり熟した実で16トン、あるいは1エーカー当たり15,000ポンド）、農園は大量の水および肥料を必要とする。
国際市場での生産国は60ヶ国ほどで、生産量はブラジルが3分の1を占め、ベトナムが15％で2位となっている。1999年まで世界2位だったコロンビアは近年生産量が減少し、2008年にインドネシアに抜かれ4位となっている。5位は年によってインド、エチオピア、メキシコが入れ替わっている。
生産国によってはコーヒーの木とそのコーヒー豆生産品種が偏っていて、アラビカ種中心がコロンビア、グアテマラなどの中南米諸国、パプアニューギニア、エチオピア、ケニアなど。ロブスタ種中心がベトナム、タイ、コートジボワール、ザンビアなど。ブラジル、インドネシア、インド、メキシコ、タンザニアなどでは両種が生産されている。
日本でも小笠原諸島や沖縄で明治時代から生産が試みられ、現在も小規模ながら生産・販売が行われている。

### 生産地と銘柄
コーヒー豆の名前（銘柄）は、伝統的に産地（生産地、集積・出荷地）に基づいている。
- 国名：コロンビア、ケニア、ブラジル、グアテマラなど
- 山域：キリマンジャロ、ブルーマウンテン、エメラルドマウンテンなど
- 積出港：モカ、サントスなど
- 栽培地名：コナ、マンデリン、ジャワなど
- 種名や栽培品種名：ジャワ・ロブスタ、ブルボン・サントスなど
- 選別等級：ブラジルNo.2、タンザニアAAなど

これに対し、1990年代以降の動きとして、高品質であることを売り物に差別化を図るため、さらに特定の農園の名前を冠したコーヒー豆も増えつつある。

### 主な銘柄と産地
代表的なコーヒー豆の銘柄と、その主要産地をかっこ内に示す。なお、味に関してはコーヒーを参照のこと。

#### アフリカ・中東
- キリマンジャロ（タンザニア）：キボー (Kibo) という産地が有名
- ケニア（ケニア）：ドイツなどヨーロッパではタンザニア産とともに一般的な銘柄
- モカ（エチオピア）：モカの大部分を占め、シダモ、ハラー、ディマ、レケンプティなどがある
- モカ（イエメン）：モカ・マタリと呼ばれ、日本で人気が高い
- ジンバブウェ（ジンバブエ）
- マラウィ（マラウイ）
- ブルンディ（ブルンジ）
- ザンビア（ザンビア）
- ウガンダ（ウガンダ）

#### アジア
- インドネシア（インドネシア）：歴史が古く、有名な銘柄も多い。幻のコーヒーとしても知られている「コピ・ルアク」はインドネシアで生産されている高級コーヒー豆。
  - トラジャ（スラウェシ島）：カロシとも言う。
  - マンデリン（スマトラ島）：リントンやトバコなどの産地が有名。
  - ジャワコーヒー（ジャワ島）：生産量の大半を占めるロブスタ種ではなく、アラビカ種を指す。
- インド（南インド）：400年の歴史があり、世界中のコーヒー産地の中でも有数の歴史と伝統を誇る。有名な銘柄としてプランテーションがある。
  - モンスーン・コーヒー：森林農法で栽培され、シェードツリーと言われる高木の果樹とともに植えられ、森の生態系を活かしながら有機的な農法で育てられ、伝統的な手摘みにより収穫、選別される。高湿度のモンスーン（季節風）を利用したユニークな発酵プロセスや独自の洗浄技術が培われている。こうしてできた「モンスーン・コーヒー」はヨーロッパ、特に北欧で人気が高い。
- パプアニューギニア（パプアニューギニア）：銘柄としては農園名（シグリ、プローサ）などが付加される。
- フィリピン共和国：バギオ山岳地帯が一大産地。ほかバタンガスやミンダナオ島の山岳地帯。アラブ諸国をメインに輸出している。
- 東ティモール（東ティモール）：ほぼ唯一の輸出農産物で品質もよいが、出荷量は少ない。
- ラオス（ラオス）：最大の輸出農産物で、高品位銘柄（エレファントマウンテンなど）もある。
- 中国（雲南省）:最大のコーヒー産地コロンビアと同じ低緯度地域にあり、小粒種コーヒーの生産に適しており、2012年現在、アジアで最も大きく、高品質の小粒品種産地となっている。特に茶でも名を知られる普洱（プーアル）市で盛ん。きっかけは2007年ごろに起こったプーアル茶の投機相場で、価格が乱高下し農家は天国と地獄を味わった教訓から、多種類の収穫物を作りリスク分散を図るべきだとの考えに基づき、コーヒーが注目された。スターバックスをはじめネスレなど大手企業がプーアル市政府と協力覚書に調印した。2010年、ネスレがプーアル市で調達したコーヒーは8000tであったがその後急速に伸びている。同社は1988年から雲南省でコーヒーの実験栽培を開始、直後には雲南でのコーヒー栽培を正式に決定した。その後2012年までに5000万元を投資し、5100人以上の研修生を受け入れている。2012年現在では世界の5大コーヒーメーカーであるネスレ、マックスウェル（アメリカ）、クラフト（アメリカ）、ニューマン（ドイツ）、イカム（イタリア）はすべて雲南省に進出しているほか、日本のUCC上島珈琲やシンガポール、台湾の企業も進出している。プーアル市の2011年の生産量は2.85万ｔ、中国全土の57.5％を占め売上高は、8.55億元。さらに雲南省では2011年からの第12次5ヵ年計画期間で、コーヒー産業に30億元の投資を行いコーヒー豆の生産量を年20万tまで増やすと発表した[2]。
- ベトナム（ベトナム）：加工用のロブスタ種が生産の中心だが、アラビカ種も作られ始めている。
  - ベトナムは1999年にコロンビアを抜き、ブラジルに次ぐ世界第2位のコーヒー生産国になっている。旧宗主国フランスの手法を取り入れた、ベトナムコーヒーという淹れ方がある。

#### ハワイ・オセアニア
- コナ（ハワイ島）：カウアイ島やマウイ島でもコーヒーが作られている。
- ニューカレドニア（ニューカレドニア）：アラビカ種のほか、リロイという希少種が生産されている。
- タンナ（バヌアツ・タンナ島）：1860年からコーヒー栽培開始、2002年に生産者組合を立ち上げ、栽培が本格化している。

#### カリブ海諸国
- ブルーマウンテン（ジャマイカ）：ブランド戦略による高級品で、偽物の方が多い。
- クリスタルマウンテン（キューバ）：高級ブランド
- ドミニカ（ドミニカ共和国）：主要農産物で多数の銘柄がある。
  - ドミニカ国も少量輸出している。
- ハイチコーヒー（ハイチ）：独立後、サトウキビのプランテーションが打ち棄てられると、唯一外貨を獲得できる商品はコーヒーとなった。ハイチ・コーヒーは紛れもなく高級品である。

#### 中央アメリカ
- メキシコ（メキシコ）：中米最大の生産量で銘柄も多い。
- グァテマラ（グアテマラ）：メキシコに次ぐ生産量。
- サルバドル（エルサルバドル）
- ホンジュラス（ホンジュラス）
- ニカラグア（ニカラグア）
- コスタリカ（コスタリカ）
- パナマ（パナマ）

#### 南アメリカ
- ブラジル（ブラジル）：No.2が最高級品で、欠点豆は300 g（約2千粒）あたり4個以内と規定されている。
- コロンビア（コロンビア）：最高級品はスプレモ（Supremo）。
- ベネスエラ（ベネズエラ）：1910年代から産油国となり、コーヒー生産は廃れた。
- ペルー（ペルー）：最高級品はESHP（Electronic Sorted & Hand Picked）
- ボリビア（ボリビア）

### 生産量
| 順位 | 国                 | 生産量トン数 | 千袋    | 市場占有率 |
| ---- | ------------------ | ------------ | ------- | ---------- |
| 1    | ブラジル           | 2,609,040    | 43,484  | 33.1%      |
| 2    | ベトナム           | 1,200,000    | 20,000  | 15.2%      |
| 3    | インドネシア       | 495,000      | 8,250   | 6.3%       |
| 4    | コロンビア         | 468,000      | 7,800   | 5.9%       |
| 5    | エチオピア         | 390,000      | 6,500   | 5.0%       |
| 6    | ペルー             | 326,580      | 5,443   | 4.1%       |
| 7    | インド             | 319,980      | 5,333   | 4.1%       |
| 8    | ホンジュラス       | 270,000      | 4,500   | 3.4%       |
| 9    | メキシコ           | 258,000      | 4,300   | 3.3%       |
| 10   | グアテマラ         | 225,000      | 3,750   | 2.9%       |
| 11   | ウガンダ           | 192,720      | 3,212   | 2.4%       |
| 12   | ニカラグア         | 126,000      | 2,100   | 1.6%       |
| 13   | コスタリカ         | 107,940      | 1,799   | 1.4%       |
| 14   | コートジボワール   | 96,000       | 1,600   | 1.2%       |
| 15   | パプアニューギニア | 84,900       | 1,415   | 1.1%       |
| 16   | エルサルバドル     | 70,500       | 1,175   | 0.90%      |
| 17   | カンボジア         | 64,980       | 1,083   | 0.83%      |
| 18   | エクアドル         | 64,500       | 1,075   | 0.82%      |
| 19   | コンゴ民主共和国   | 63,360       | 1,056   | 0.80%      |
| 20   | ベネズエラ         | 60,000       | 1,000   | 0.76%      |
| 合計 | 世界               | 7,875,180    | 131,253 |            |

## コーヒー豆の流通

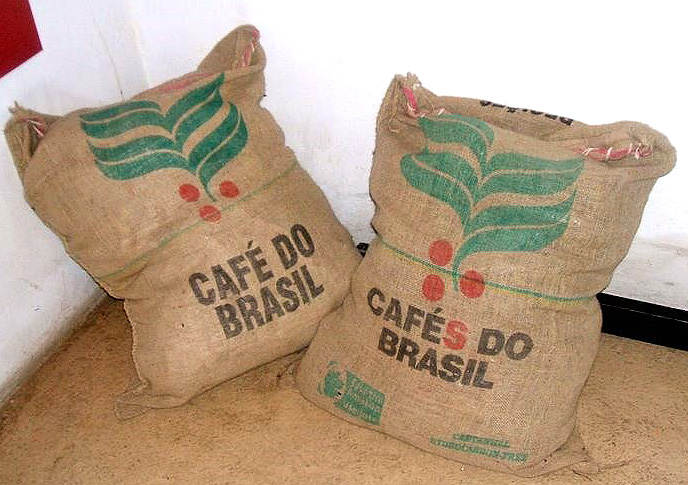
ブラジルのコーヒー袋。

コーヒー豆の流通は、世界の大手4社（クラフト、ネスレ、P&G、サラ・リー）による寡占状態で、さらに複雑な流通経路からかなりコスト高となっている。かつて世界の一次産品貿易品目のうち、貿易高で石油に次ぐとされた時期もあったが、国際コーヒー協定の輸出割当制度が停止（その後削除）された1989年以降、輸出価格が大幅に下落したにもかかわらず、消費者価格はさほど変わっていないのが現状である。
コーヒー豆の輸出入は一部の国を除いて麻袋で行われている。焙煎前の生豆の状態で麻袋（またい）単位で取引され、1袋当りの重量は60 kgが基本となっている（ブラジル産、アメリカ農務省や世界コーヒー機関の統計データ）が、実際には産地によって異なり、コロンビアの70 kg、中南米の150ポンド=68 kg、ハワイの100ポンド=45.4 kgなどがある。なお、コーヒーの輸入国では麻袋が大量に排出されるためリサイクルも行われている。

### 商品取引
コーヒー豆は生産地が世界規模で、また気候の影響を受ける農作物であることから価格変動が大きい。このため、価格と供給の安定を図るため、先物取引の対象となっている。
アラビカ種はインターコンチネンタル取引所傘下のICE Futures U.S.やブラジル商品・先物取引所で、ロブスタ種はユーロネクスト傘下のロンドン国際金融先物オプション取引所（en:LIFFE）などで、商品先物取引の主要銘柄として上場され、取引金額も大きい。また、両者は産地や用途が異なり価格動向に差があるため、ストラドル取引（鞘取り）の定番となっている。
日本でも、東京穀物商品取引所でアラビカコーヒーとロブスタコーヒーが上場されていたが、マネーゲームのみとなって衰退し、ロブスタコーヒーは2012年5月、アラビカコーヒーは2013年3月で取引停止となった。

### 格差
コーヒー豆の流通は大手4社による寡占に加え、大規模倉庫を持つ中間業者（仲買人）を必要とすることから、複雑で競争の乏しい流通機構となり、生産者の立場は弱く収益も取引規模の数パーセントに過ぎない。これは、国際農産物を巡る先進国（消費国）と新興国（生産国）の経済格差（南北問題）要素となっている。
さらに、生産国内の経済格差（貧困）要素でもある。現在に至るまで大規模栽培はプランテーションによっているが、その運営は労働集約型の作業に依存している。このため、少数の事業者（大地主）が無数の労働者を雇用する形態となるが、上記による効率化指向は労務管理の階層化を求め、格差の固定を促すことになる。ブラジルなど主要生産国の労働力は、かつては黒人奴隷を主体とし、奴隷制廃止後は移民労働者へ移行した。いずれも最貧層に置かれやすい立場であり、労働環境も悪い。
1970年代以降、公正貿易（フェアトレード）による直接買い付けが行われている。非営利団体や小規模事業者により、高品質を保証したスペシャルティ・コーヒーを先進国の消費者に直接販売し、生産者の収益を安定させ、労働者の待遇や環境問題・生産環境の改善、経済的自立促進を試行しているが、消費者のブランド信仰、価格破壊要求に阻まれ、取引規模は統計値に現れない水準（１％未満）に留まっている。スターバックスコーヒーやイオングループなど一部の大手企業は、自社製品のごく一部に関し『フェアトレード』を標榜している。

### 貿易

#### 輸出国
生コーヒー豆輸出量上位5か国は、以下の通り。
1. ブラジル
2. ベトナム
3. コロンビア
4. インドネシア
5. インド

インスタントコーヒー輸出上位5か国は、以下の通り。
1. ブラジル
2. マレーシア
3. インドネシア
4. インド
5. エクアドル

#### 輸入国
生コーヒー豆輸入上位5か国は、以下の通り。
1. 欧州連合
2. アメリカ
3. 日本
4. ロシア
5. カナダ

インスタントコーヒー輸入上位5か国は、以下の通り。
1. フィリピン
2. ロシア
3. カナダ
4. 中国
5. 日本

#### 国際コーヒー機関
コーヒー豆生産の需給バランスや貿易ルールの策定の為に、国際コーヒー機関（ICO）が組織されている。

## コーヒー豆の加工
コーヒーノキから飲料としてのコーヒーを作り出す過程で、コーヒー豆には数工程の加工が行われる。全体像を把握するにはコーヒーの項を参照。

### コーヒー豆の精製
収穫されたコーヒーの果実からコーヒー豆を取り出す工程をコーヒーの精製と呼ぶ。コーヒーの精製には主に乾式（乾燥式・非水洗式）と湿式（水洗式）の二種類がある。単純作業のため、コーヒーの精製は生産地で行われる。精製をすませたコーヒー豆は生豆と呼ばれ、カビなどの発生を防ぐために水分含量が10-12%になるよう乾燥して保管され、消費地に輸出される。

#### 乾式（乾燥式・非水洗式）
古くから行われている精製方法であり、水の便の悪い産地でも行えるという利点がある。モカやマンデリンの産地ではごく一部を除いて伝統的に乾式による精製である。ブラジルでも大部分は乾式であったがより高級品として売れるため湿式や半湿式が徐々に増えつつある、また、ロブスタ種については乾式がほとんどである。収穫した果実を乾燥場に平らに広げ天日干しを行う。乾燥に要する時間は果実の完熟度合いで異なり、完熟した黒い実では1～3日、未熟な緑色の実では2週間ほどを要する。乾燥を均一化するために、日に数度攪拌が行われる。乾燥後、外皮と果肉、内果皮などを機械的に取り除く。現在では50℃で3日程度乾燥する機械乾燥も行われている。かつての人力で選別を行う作業ではペネイラという丸い平らな網を使い、豆を空中に高く振り上げて混入物をふるい分けていた。

#### 湿式（水洗式）
乾式に比べてコーヒー豆の見た目が整いやすく商品価値が高くなる利点がある。ブラジル以外の産地でアラビカ種に対して行われることが多い。収穫した果実はまず約1日水につけられ、そこで浮いてきた未熟果実が除去される。外皮と果肉を大まかに機械的に取り除いた後、発酵槽と呼ばれる水槽に1日から2日つけられる。この過程で、果肉と発酵槽に生息する水中微生物の持つペクチン分解酵素の働きにより種子を取り囲むペクチン層が分解される。水洗いして乾燥させた後、精製工場に出荷され、そこで内果皮を機械により取り除いてコーヒー豆とする。内果皮を取り除く前のものをパーチメントコーヒーと呼び、この状態で輸出される場合もある。なお、ロブスタ種はほとんどが乾式精製であるが日本のロブスタ種の輸入量のうち最も多いインドネシア産のWIBといわれる銘柄は湿式精製である。水洗いの過程でコーヒーの生豆の選別も行うことが多い。ウォッシュドとも呼ばれる。

#### その他の精製法
乾式と湿式とを組み合わせた半湿式（半水洗式）という方法がブラジルの一部の農園などで行われている。収穫後の果実を湿式と同様に水槽につけるが、発酵槽につけることなく外皮と果肉を取り除き、その後で乾式と同様の方法で乾燥する。
また特殊な精製法として、コーヒーの果実を食べた動物の糞からコーヒー豆を精製するものがある。市場に出回ることがあるものとして、インドネシアに生息するジャコウネコの糞から採れるコピ・ルアクが有名である。その他にも鳥やイタチ、トラの糞から採れたと称するものが、産地で極少量得られることがある。いずれもきわめて生産量が少ないため稀少価値から最も高価で取引されるが、コーヒー豆の品質としての評価とは必ずしも結びつくものではなく、その味についても評価は分かれる。

### 焙煎
精製された生のコーヒー豆は次に焙煎されて、初めて実際に我々が口にするコーヒーの香りと味を生み出す。多くの場合、この工程は消費国でなされ、ロースターと呼ばれる大手のコーヒー豆卸業者が行うほか、コーヒー豆小売りを行う販売店や喫茶店などで自家焙煎される。一部の愛好家の中には自分で生の豆を購入して自家焙煎する人もいる。
焙煎は焙煎機と呼ばれる専用の機械で行われる。ただしフライパンや焙烙、ギンナン煎りに用いる金属製の手網や、電動ポップコーンマシンなどでも焙煎することが可能である。これらの装置は加熱原理と熱源の違いによって以下のように分類される。
- 直火焙煎
- 熱風焙煎
- 遠赤外線焙煎
- マイクロ波焙煎
- 炭火焙煎 - 日本独自の手法

コーヒーが焙煎されるとき豆の温度は約200 - 300 ℃程度まで到達する。一般的な焙煎方法ではおよそ10-20分程度の加熱時間を必要とする。なお、直火方式の場合は、15 g程度ごとに1分ほどが目安である。
焙煎は職人技を要するが、家庭用焙煎機では工程のすべてを自動で行うものもある。生豆の水分量はもちろん、その日の陽気や湿度によって焙煎の所要時間は異なる。焙煎が終了した後は、余熱で焙煎が進まないように冷風を当ててすぐに焙煎豆を冷やす必要がある。
焙煎により豆のpHは低下し（酸性が強くなる）、ミディアムあたりで最低値となり、イタリアンまで煎るとpH5.7から5.8程度となる。また熱によってタンパク質が分解され、苦みのもととなるジケトピペラジンが増加する。したがって浅煎りでは酸味が強く、深煎りでは苦みが強くなる。
なお、焙煎の工程で豆からは残っていた薄皮（銀皮、シルバースキン）が剥がれ落ち、そのくず（廃棄物）はチャフと呼ばれる。チャフの量は店舗では1日に数十グラムだが、大量に加工する工場ではチャフの量も大量になるため堆肥化する取り組みも行われている。

### ブレンド
コーヒー豆はその消費目的に応じて数種類混合されることがある。これをブレンドと呼ぶ。ブレンドされたコーヒーはブレンドコーヒーと呼ばれ、これに対して一種類の焙煎豆のみからなるコーヒーをストレートコーヒーと呼ぶ。ブレンドは通常、焙煎の後かつ粉砕の前で、焙煎された数種類の豆を混合することで行われることが多い。これは産地・産年・品種・粒重・含水率などが違う生豆を混ぜてから同一の加熱条件で焙煎すると、焙煎の仕上がり状態にばらつきが生じるためであり、またそれぞれのコーヒー豆の特徴を生かすために、焙煎の程度を変えるなどする必要があるためである。場合によっては焙煎する前にブレンドしたり、粉砕した後の粉同士で行うこともある。
ブレンドは、複数の違った持ち味を持つコーヒーを混ぜることで、ストレートコーヒー単品だけではなし得ない味を、提供者側の意図にあわせて作り上げるための工程である。しかしながらその法則には定まったものがあるわけではなく、各ロースターが独自に考案したブレンドのレシピに従って行われる。インスタントコーヒーなど工業的生産の場では、香味等の品質を保つため8つ以上のタイプの豆が混合される。

### 粉砕
焙煎されたコーヒー豆は、抽出される前に顆粒状ないし粉状に小さく挽かれる。この工程を「コーヒーの粉砕」という。粉砕にはコーヒーミルあるいはグラインダーと呼ばれる器具あるいは機械を用いるが、場合によっては乳鉢や石臼などが用いられることもある。コーヒーは焙煎された豆のままで販売される場合と工場で粉砕された後で販売される場合があるが、粉砕されると表面積の増加から空気酸化による品質低下が早まると言われているため、家庭用のコーヒーミルで抽出直前に挽いている人も多い。
粉砕されたコーヒーは粉の大きさに応じて、細挽き、中挽き、粗挽きと呼ばれる。大きさの目安としては、粗挽きでザラメ糖大と言われる。ただしこの区分はあくまで相対的なもので、定まった規格があるわけではなく、店舗やコーヒーミルの違いによって実際の大きさは異なる。これらの挽き具合は、そのコーヒーがどのように抽出されるか、またどのような味にすることを望むかによって調整される。例えばエスプレッソではほとんど微粉に近い粉状になるよう極細挽きにして用いられる。

### その他の加工技術
この他コーヒー豆に対して行われる加工技術には、デカフェを製造するための脱カフェイン処理などが挙げられる。この処理は生豆の段階で行われることが多い。詳細はデカフェを参照。

## 品質
コーヒー豆はその品質によって等級付けされる。この等級付けは、豆の大きさや、質の劣る豆（欠点豆）の混入している割合などによって行われるものであり、コーヒーの香味そのものとは必ずしも一致しない。また等級付けの方法や規準は産地によって異なる。

### 欠点豆
コーヒー豆に混入している異物や、病気や虫食いなどのある豆はそのコーヒーの品質に対する評価を下げるものであり、「欠点」と呼ばれる。近年、欠点豆の混入率は非常に少なくなっているが、それでも、焙煎の前後には、これをより分けるハンドピックの作業が不可欠である。欠点の対象となる質の劣った豆のことを特に欠点豆と呼ぶ。欠点豆には以下のようなものがある。
未熟豆ヴェルジともいう。完熟していないものをつみ取ったもので、色が灰色を帯びていたり、豆のつやが悪くしわが寄っていたりする。これが混じっていると不快な刺激臭をもたらすことがある。
発酵豆水洗処理の時に、酵母などがついて発酵したもので、生豆では見つけにくいが、焙煎後にやけすぎたりほとんど火が通っていなかったりすることが多い。
貝殻豆乾燥不良もしくは異常交配によって発生する。貝殻のような形をしているため、このように呼ばれる。
割れ豆
コッコ果肉の除去が不十分で、そのために腐敗または発酵した豆。コッコとは糞を意味し、リオ臭とよばれる異臭のもとになる。
黒豆発酵が進んで全体が黒ずんだ豆。
虫食い豆コーヒーの場合、ほとんどがブロッカーとよばれる鱗翅目の昆虫の幼虫が寄生し、食害したものである。
カビ豆青かびや白かびが繁殖した豆。
死豆正常に結実しなかった豆。

### ブラジル産コーヒーの格付け
欠点豆の数（欠点数）によって定まる「No.」と「スクリーンナンバー」の組み合わせで表示される。
- 欠点数は300グラムのサンプル中に混入物があるか否かで決定される。
  - 石・木片・土（大）=混入数1で欠点数5点
  - 石・木片・土（中）=混入数1で欠点数2点
  - 石・木片・土（小）=混入数1で欠点数1点
  - 黒豆・乾果=混入数1で欠点数1点
  - パーチメント・発酵豆=混入数2で欠点数1点
  - 虫食い豆=混入数2以上5で欠点数1点
  - 未熟豆・砕け豆=混入数5で欠点数1点
- 欠点数の合計数により「No.」表示が決定される。No.1は事実上は存在しない。
  - 欠点数4点まで=No.2
  - 欠点数12点まで=No.3
  - 欠点数26点まで=No.4
  - 欠点数46点まで=No.5
  - 欠点数86点まで=No.6
- スクリーンナンバーは豆の大きさであり、ブラジルの他、コロンビア、タンザニアでも用いられる。
  - 特小=12～13
  - 小=14
  - 中=15
  - ふつう=16
  - 準大=17
  - 大=18
  - 特大=19～20

### 生産地の標高による格付け（メキシコ等）
メキシコ、ホンジュラス、グアテマラの中米地域の産地では標高が高いほうが品質が良い豆が取れるとして、標高による格付けを用いる。下記はグアテマラ式の7段階の等級分けで上からの順で良い等級である。
- ストリクトリー・ハードビーン（SHB）標高1350メートル以上
- ハードビーン（HB）標高1200～1350メートル
- セミハードビーン（SH）標高1050～1200メートル
- エクストラ・プライムウォッシュド（EPW）標高900～1050メートル
- プライムウォッシュド（PW）標高750～900メートル
- エクストラ・グッドウォッシュド（EGW）標高600～750メートル
- グッドウォッシュド（GW）標高600メートル以下

### アフリカ産豆の格付け
タンザニア、ケニアで生産される豆の格付けはAA、A、B等のアルファベットで表記される。パプアニューギニアも同様。主にスクリーンナンバー18、欠点豆混入が少ないものをAAとする。

## 保管方法
生豆は水分含量が高くなりすぎないように気をつけて保管すれば、少なくとも数年は長期にわたる保存が可能である。
焙煎豆については、気をつけるべきことは以下の4つ。
1. 湿度
2. 空気
3. 温度
4. 光[10]

常温で密封保存した場合の賞味期限は豆の場合で2週間程度、粉砕した後では2日程度と言われる。ただし人によって評価が分かれており、もっと短く捉える人もいれば長く捉える人もいる。
この賞味期限の短さは、コーヒーの香味が時間によって劣化するためである。コーヒー豆を焙煎した直後から焙煎豆に含まれる成分の酸化や揮散が進行しはじめ、時間とともにコーヒーに抽出したときの香味が損なわれる。この香味の劣化は特に粉砕した後で早く進行するが、これは豆から粉へ表面積が増加するためだと考えられている。
一方で焙煎直後の豆についても問題がある。約2日間、焙煎豆から大量の二酸化炭素が発生する。このため、焙煎直後の豆を気密性の高い袋に密封すると破裂する場合があるので注意が必要である。また、この期間中はコーヒーに抽出した場合の味が安定しにくいと言われる。このため、豆を焙煎した1～2日後から2週間程度までの期間を賞味期間だと考える人が見られる。
商業規模では焙煎豆を長期間保存するために保管方法や包装技術が開発されており、真空包装や低温での保管も行われている。家庭では短期間に使い切る場合には室温保存でも問題ないが、長期保存するためには冷蔵や冷凍を行う。ただし粉にした後で保管する場合には低温から室温に戻したときに吸湿するため、密封容器にいれることが望ましいと言われている。